# Szlak kajakowy Czarnej Hańczy
Szlak kajakowy Czarnej Hańczy – pod tą nazwą spotkać można obecnie kilka szlaków, dotyczących nie tylko Czarnej Hańczy, ale też Kanału Augustowskiego, Rospudy, czy Blizny.
Typowy szlak Czarnej Hańczy zaczyna się przy jej źródłach, lub częściej, na jeziorze Wigry, a kończy w miejscowości Rygol, gdzie spotykają się wody rzeki i Kanału Augustowskiego. Mimo to istnieją dwa klasyczne szlaki Czarnej Hańczy: mała pętla i duża pętla.

## Odcinki
Szlak kajakowy Czarnej Hańczy – mała pętla
Prowadzi z Augustowa przez jezioro Białe, Studzieniczne i Kanał Augustowski do jeziora Serwy, stamtąd konieczna jest przenoska do Bryzgla nad Wigrami. Dalej jeziorem, Czarną Hańczą i od Rygola – powrót kanałem (ok. 6 dni).
Szlak kajakowy Czarnej Hańczy – duża pętla
Duża pętla wypływa z Augustowa w rzekę Rospudę, wpływa pod prąd w bardzo trudną rzeczkę Bliznę do jeziora Blizno. Stamtąd przenoska na Wigry i dalej identycznie jak w przypadku małej pętli (ok. 8–9 dni).
Do szlaków tych zaliczyć można też szlak kajakowy Czarnej Hańczy i Kanału Augustowskiego, który prowadzi od jeziora Wigry, przez Czarną Hańczę i Kanał Augustowski do Augustowa i jest niejako częścią małej pętli.

## Szlak Czarnej Hańczy
Czarna Hańcza ma swoje źródła w okolicach Wiżajn na wysokości 245 m n.p.m. niedaleko jeziora Hańcza, na Pojezierzu Wschodniosuwalskim. Trasę od źródła do ujścia podzielić można na dwa etapy: pierwszy górny pomiędzy jeziorami Hańcza a Wigry ma 47 km. Jest płytki i wąski ze spadkiem 2,3 promila (miejscami dochodzi do 4 promili). Spływy są tam możliwe zazwyczaj tylko podczas wiosennych roztopów. Jest to trasa przeznaczona dla zaawansowanych kajakarzy z odpowiednim sprzętem i miłośników trekkingu kajakowego. Ponadto aby pływać w górnym biegu rzeki potrzebne są odpowiednie pozwolenia – znajdują się tam rezerwaty przyrody: Jezioro Hańcza, Głazowisko Bachanowo i ostoja bobrów Stary Folwark.
W nizinnym odcinku rzeka diametralnie zmienia swój bieg. Trasa liczy około 88 km. Zaczyna się w miejscowości Stary Folwark, na północnym brzegu jeziora Wigry, i płynie spokojnie znacznie szerszym korytem i dużo wolniej. Prawie cały czas rzeka płynie przez obszar puszczy Augustowskiej, aż do  miejscowości Rygol, gdzie spotykają się wody rzeki i Kanału Augustowskiego. Podzielić ją można na trzy lub cztery odcinki.

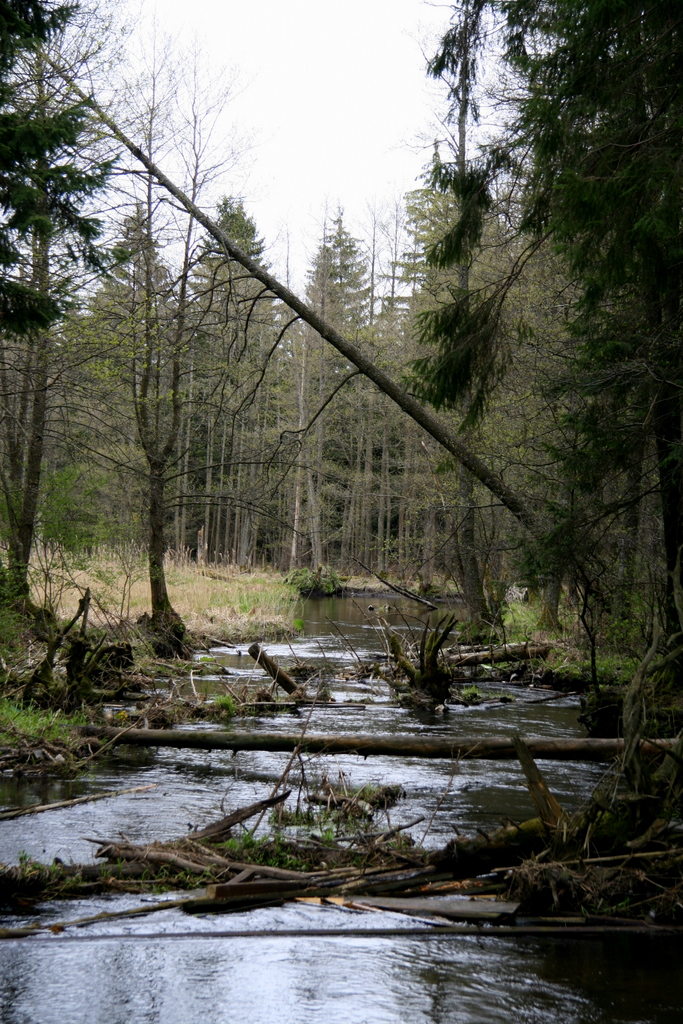
Na rzece spotkać można pnie przegradzające drogę

### Odcinek pierwszy
Za początek trasy uważa się jezioro Wigry, gdzie kajaki można zwodować w Starym Folwarku, miejscowości Gawrych Ruda, w Bryzglu, lub przy klasztorze w Wigrach (patrz mapka po prawej). Po przepłynięciu Wigier dopływa się do niewielkiego jeziora Postaw, a po jego przebyciu szlak prowadzi już Czarną Hańczą.

### Odcinek drugi
Ten 16,5 km odcinek zaczyna się od byłej stanicy wodnej w Wysokim Moście, a kończy na stanicy we Frąckach. Trasa częściowo przepływa przez Wigierski Park Narodowy. Ze względu na walory widokowe uznawany jest za jeden z ciekawszych odcinków. Jest to trasa łatwa, choć jest na niej sporo meandrów.

### Odcinek trzeci
Początek tego odcinka zaczyna się na stanicy we Frąckach, a kończy w Dworczysku. Odcinek ma 10 km długości. Nurt na tym odcinku jest szybki, a rzeka, która ma liczne zakręty, meandruje między polami i łąkami. Z tego względu uważana jest za trudną.

### Odcinek czwarty
Trasa rozpoczynająca się w Dworzyskach liczy 17 km. Początkowo prowadzi przez Puszczę Augustowską. Spotkać można zwalone pnie przegradzające rzekę. Ta część, z uwagi na to, że rzeka silnie meandruje, uważana jest za trudną i wymagającą od kajakarzy pewnych umiejętności. "Dzika" Hańcza kończy się na wysokości wsi Rygol, gdzie rzeka włącza się w system Kanału Augustowskiego.